# Музеј краљевских колекција у Мадриду
Музеј краљевских колекција (шп. Museo de las Colecciones Reales) је уметнички музеј у граду Мадриду за који се очекује да буде отворен 2020. године. Биће смештен у новоизграђеној згради у парку Кампо дел Моро поред катедрале Алмудена и Краљевске палате.
Намењен је за чување слика, скулптура, таписерија, луксузних предмета и других уметничких и историјских дела које су различити краљеви Шпаније чували кроз историју.

## Историја
Идеја за овакав музеј је настала још 1930. године, када је започето са првим пројектом те врсте. Уредба за оснивање музеја је издата 1936. године од стране Владе Друге републике, када је председник био Мануел Азања . Почетак грађанског рата прекинуо је пројекат, који је настављен, иако није реализован до краја, прво 1950. године, а потом и 1980. године.
Фондација Национална баштина поново је покренула идеју о изградњи музеја 1998. године, откривајући уметничка дела, накит и таписерије династија које су последњих векова владале у Шпанији, династија Хабсбурговаца и Бурбона.
2002. године пројекат који су представили архитекти Емилио Туњон и Луис Морено Мансиља победио је на конкурсу за идејни изглед зграде, а изградња је коначно започела 2006. године. Радови су претрпели одлагања због открића археолошких остатака  у зони изградње, а поред тога централна влада је морала да знатно повећа буџет који је првобитно био намењен радовима.
Изградња зграде је завршена 2016. године, али због овлашћења прелазне владе која је била формирана након општих избора 2016. године, није могло да буде уложено додатних 25 милиона евра за завршетак унутрашњости зграде, па је отварање одложено за 2020. годину.